# Вок 1938 року
«Вок 1938 року» (англ. Vogues of 1938) — американський комедійний мюзикл режисера Ірвінга Каммінгса 1937 року.

## Сюжет
Венді, щоб врятувати катастрофічне фінансове становище її сім'ї Ван Клеттерінгів, прощається з мріями про модельний бізнес і з чарівним Джорджем Курсоном і намагається закохати в себе заможного Генрі Моргана. Тільки от він сам мало того, що не відповідає їй взаємністю, так ще й одружений.

## У ролях
- Ворнер Бакстер — Джордж Курсон
- Джоан Беннетт — Венді ван Клейттерінг
- Хелен Вінсон — Мері Курсон
- Міша Ауер — принц Муратов
- Алан Маубрей — Генрі Морган
- Джером Кауен — В. Броктон
- Альма Крюгер — Софі Міллер
- Мерджорі Гатесон — місис Джордж Кертіс-Лемке
- Пенні Сінглтон — міс Вайлет Сімс
- Поллі Роулз — Бетті Мейсон